# Сухобузимский район
Сухобу́зимский район — административно-территориальная единица (район) и муниципальное образование (муниципальный район) в центральной части Красноярского края России.
Название своё район получил от райцентра — села Сухобузимское, расположенного в 70 км к северу от краевого центра — города Красноярска.

## География
Территория Сухобузимского района расположена в центральной части Красноярского края. Протяжённость 140 км с запада на восток и почти 100 км с севера на юг. Общая площадь территории 561 260 га (5 613 км²). Лесостепной ландшафт западной части переходит в таежный массив на правой стороне реки Енисея. По территории района протекают такие реки как Кан, Бузим, Шила .  
Сопредельные территории:
- север: Большемуртинский район
- северо-восток: Тасеевский район
- восток: Канский и Дзержинский районы
- юго-восток: Рыбинский район
- юг: Берёзовский район и ЗАТО Железногорск
- юго-запад: Емельяновский район.

## История

### Дореволюционный период
До XVII века эту территорию населяли различные кочевые племена и охотничьи племена под главенством енисейских кыргызов. Накануне присоединения к России, на территории Сухобузимского района кочевало тюркоязычное племя — аринов. По имени «князька» этого племени Тюльки (Тюльги), чаще всего этот район называли «Тюлькина землица». Они разводили скот, рыбачили, охотились, собирали сарану и дикую гречиху. К приходу русских, их оставалось не более 200—300 человек. И они добровольно согласились «идти под цареву руку». По договору, русские почти сто лет не селились в местах их кочевий, в частности по реке Бузим.
В XVII веке небольшие отряды казаков, посланные Красноярским воеводой — Протасьевым, основали первые поселения района на берегах Енисея — в 1647—1648гг казаки Петр Черняев, Горбунов, Ковригин, Салдатов, Соломатов, Скобелин, Толстиков основали Нахвальное, в 1650 году Атаманово (основатели — атаманы Тюменцевы), Павловщина (1650 г., основатель — казак Василий Павлов), Кононово (1659 г., основатель — казак Конон Севастьянов) и др.
Зарождение же деревень в стороне от Енисейской артерии начинается только после того как 1703 году большинство кочевых племен покинули эти места, уйдя на юг. За период 1710—1714 гг возникают Седельниково, Воробино, Ковригино, Шестаково и называются по фамилиям пашенных крестьян, поставивших здесь свои первые дома. Примерно в это же время закладывается и Сухобузимо — в месте слияния рек Большого и Сухого Бузима. -->
В 1735 году ставятся первые дома деревни Миндерла. В 1747 году первые упоминания о деревне Шилинской, как о ямщицком станке.
Вторая волна заселения связана с плановым переселением крестьян из центральных районов России, Украины, Белоруссии. Переселенцев самых разных народностей гнала нужда, они ехали сюда в поисках лучшей жизни. Либо подселялись к уже существующим деревням, либо строили новые. Так на карте района появились деревни Елань, Новотроицкое, Малиновка, Абакшино, Князевка и др.

### Советский период
Советская власть в Сухобузимский район пришла в 1920 году. В годы Советской власти управлением НКВД СССР были созданы поселки для ссыльнопоселенцев: Исток, Мингуль, Шилинка, Борск, Родниковый и др.
В 1924 году в результате административно-территориальной реформы СССР, вместо волостей и уездов возникают районы и округа. 4 апреля 1924 года Приказом №52 Енисейского губернского исполкома был создан и Сухобузимский район с административным центром в селе Сухобузимское. Первым председателем РИКа был избран Мутовин Николай Иванович, выходец из крестьян. В районе было организовано 30 сельских Советов, объединявших 54 населенных пункта бывших Сухобузимской, Шилинской, Нахвальской, Погорельской волостей.
На конец 1928 года население сибирских деревень достигает максимума, села стали более зажиточными, сибирская деревня находится на стадии наибольшего процветания. Основную часть составляют середняки (более 80 %). В этот период отмечается и всплеск рождаемости. Далее два глобальных события: раскулачивание и Великая Отечественная война, которые оставили наиболее глубокий след в жизни деревни.
Коллективизация в районе началась в 1929 году. Первыми организовали колхоз жители деревень Иркутская, Кекур и Толстомысово. К концу 1931 года в районе уже было 45 колхозов, из них: сельхозартелей — 35, сельхозкоммун — 4, ТОЗов — 6.
В 1930 году одной из первых в крае создана Миндерлинская МТС. В 1931 году организован зерносовхоз «Таежный». Во всех хозяйствах насчитывалось 6 495 коров и 9 387 лошадей.
К 1935 году колхозы стали практически единственной формой организации сельского хозяйства в районе.
В тот же преиод 1929—1935 годов было разорено 446 зажиточных хозяйств, выселены или уехали в города и на стройки, бросив дома, примерно 5 000 жителей, включая детей, стариков (около 20 % населения).
В 1941 году по сталинскому указу в Сибирь переселяют немцев Поволжья. В Сухобузимский район тогда приехали более 3 000 человек. По переписи 1989 года в районе проживало 1 219 немцев (на 2 000 меньше приехавших). Убыль объясняется и смертностью первых поколений, и меньшей рождаемостью, и отъездом молодежи в города. Из 1 219 человек назвали родным языком немецкий 529 человек, русский 689 и украинский 1 человек.
В 1943 году переселяют калмыков. Были и другие народности среди спецпереселенцев: украинцы, латыши, литовцы. После амнистии 1954—1956гг практически все уехали в родные места.
В годы Великой Отечественной войны (1941—1945 гг) 4 345 жителей района ушли на фронт. 2 105 не вернулось с полей сражений. Сотни фронтовиков-сухобузимцев награждены орденами и медалями. Александру Михайловичу Корольскому и Сергею Николаевичу Портнягину было присвоено звание Героя Советского Союза. В тылу, на полях и фермах женщины, подростки, старики показывали образца самоотверженного труда. 1 400 человек награждены медалями «За доблестный труд в годы Великой Отечественной войны».
В годы мирного строительства труженики района наращивали производство, укрепляли экономику, добивались высоких трудовых успехов, неоднократно участвовали в выставке ВДНХ. 37 раз хозяйства района демонстрировали на ней результаты своего труда. 286 человек стали обладателями дипломов и медалей выставки. 262 сухобузимца за успехи в труде награждены орденами и медалями. Трое в послевоенное время стали Героями Социалистического Труда: председатель колхоза им. Ленина «Большой Балчуг» Я. И. Антосик (д. Большой Балчуг), полевод колхоза имени 1-й пятилетки (д. Шестаково) М. М. Потоцкий, звеньевая колхоза «Путь Ленина» (с. Шила) Л. Ф. Разманова.
В 1963 году Сухобузимский район был упразднён и вошёл в состав Большемуртинского района, в 1968 году восстановлен.
В 1956—1990 годы — 35 лет явного подъёма во всех областях: строительный бум, насыщение хозяйств техникой, благоустройство, электрификация, радиофикация всех домов, телефонизация, решение транспортных проблем, развитие образования и медицины.

### Новейшее время
По переписи 1989 года население района составило 25 275 человек (из 58 районов Сухобузимский находился по этому показателю на 6-м месте в крае). На четверть население состояло из потомков старожил XVII—XIX веков, на четверть из переселенцев и их потомков второй волны, на четверть из переселенцев третьей волны, в основном из немцев и чувашей. И, наконец, последнюю четверть составляли приезжие специалисты и рабочие.
В 1991 году в районе было 10 совхозов, среди которых высокорентабельные, такие как учебно-опытное хозяйство Красноярского агроуниверситета, совхоз «Миндерлинский», племзавод «Бузимский». Промышленные предприятия, помимо расположенных в районном центре, имелись в Миндерле, Кононово, Павловщине, Атаманово. Соцкультбыт был представлен 31 общеобразовательной школой, 26 детскими садами, 26 библиотеками, домом-интернатом для престарелых людей в Шиле, краевым психоневрологическим диспансером в Атаманово, 5 больницами, 9 амбулаториями, 3 фельдшерско-акушерскими пунктами, 36 домами культуры и клубами, 36 киноустановками.
Рекордным для хлеборобов района был 1997 год, когда в целом по району получили по 28 центнеров зерна с гектара, норма для ЗАО «Шилинское» и племзавода «Таежный» — 35-40 центнеров.

## Население
Численность населения района — 19 863 человек.
| 2002    | 2009    | 2010    | 2011    | 2012    | 2013    | 2014    |
| ------- | ------- | ------- | ------- | ------- | ------- | ------- |
| 23 068  | ↗23 272 | ↘20 537 | ↘20 468 | ↘20 352 | ↘20 201 | ↘20 011 |
| 2015    | 2016    | 2017    | 2018    | 2019    |         |         |
| ↘19 908 | ↗20 012 | ↘20 001 | ↗20 064 | ↘19 863 |         |         |

### Национальный состав
| Народ                                           | Численность в 2010 году, чел. |
| ----------------------------------------------- | ----------------------------- |
| Русские                                         | 18 241 (91,7 %)               |
| Немцы                                           | 570 (2,9 %)                   |
| Украинцы                                        | 262 (1,3 %)                   |
| Чуваши                                          | 185 (0,9 %)                   |
| Белорусы                                        | 111 (0,6 %)                   |
| Татары                                          | 96 (0,5 %)                    |
| Азербайджанцы                                   | 84 (0,4 %)                    |
| Армяне                                          | 58 (0,3 %)                    |
| Указана национальность                          | 19 903 (100,0 %)              |
| Лица, не указавшие национальность               | 634 (-,- %)                   |
| показаны народы с численностью более 50 человек |                               |

## Административное устройство
В рамках административно-территориального устройства район включает 9 административно-территориальных единиц — 9 сельсоветов.
В рамках муниципального устройства, в муниципальный район входят 9 муниципальных образований со статусом сельских поселений.
| № | Сельские поселения      | Административный центр | Количество населённых пунктов | Население | Площадь, км2 |
| - | ----------------------- | ---------------------- | ----------------------------- | --------- | ------------ |
| 1 | Атамановский сельсовет  | село Атаманово         | 4                             | 2837      | 176,58       |
| 2 | Борский сельсовет       | посёлок Борск          | 2                             | 1541      | 102,65       |
| 3 | Высотинский сельсовет   | село Высотино          | 4                             | 1645      | 324,82       |
| 4 | Кононовский сельсовет   | посёлок Кононово       | 5                             | 1452      | 1748,46      |
| 5 | Миндерлинский сельсовет | село Миндерла          | 3                             | 2614      | 203,99       |
| 6 | Нахвальский сельсовет   | село Нахвальское       | 5                             | 1791      | 2052,39      |
| 7 | Подсопочный сельсовет   | село Подсопки          | 3                             | 792       | 181,95       |
| 8 | Сухобузимский сельсовет | село Сухобузимское     | 3                             | 5090      | 276,90       |
| 9 | Шилинский сельсовет     | село Шила              | 6                             | 2239      | 532,83       |

### Населённые пункты
В Сухобузимском районе 35 населённых пунктов.
В сносках к названию населённого пункта указана административно-территориальная принадлежность

| Сухобузимское | ↘4293 |
| Миндерла      | 2313  |
| Атаманово     | 1968  |
| Шила          | 1722  |
| Высотино      | 986   |
| Кононово      | 937   |
| Шилинка       | 822   |
| Борск         | 817   |
| Павловщина    | 757   |
| Бузим         | 483   |
| Мингуль       | 481   |
| Подсопки      | 432   |

| Большие Пруды     | 401 |
| Нахвальское       | 401 |
| Хлоптуново        | 372 |
| Седельниково      | 334 |
| Малиновка         | 309 |
| Малое Нахвальское | 236 |
| Кекур             | 234 |
| Исток             | 213 |
| Абакшино          | 211 |
| Татарская         | 192 |
| Толстомысово      | 190 |
| Шошкино           | 178 |

| Ковригино      | 161 |
| Карымская      | 160 |
| Новотроицкое   | 157 |
| Иркутское      | 136 |
| Берег Таскино  | 133 |
| Большой Балчуг | 128 |
| Родниковый     | 62  |
| Шестаково      | ↗27 |
| Усть-Кан       | 26  |
| Ленинка        | 8   |
| Подпорог       | 5   |

Законом Красноярского края от 20 декабря 2012 года № 3-955 деревня Воробино присоединена к селу Сухобузимское с сохранением за укрупнённым населённым пунктом наименования село Сухобузимское.

## Экономика

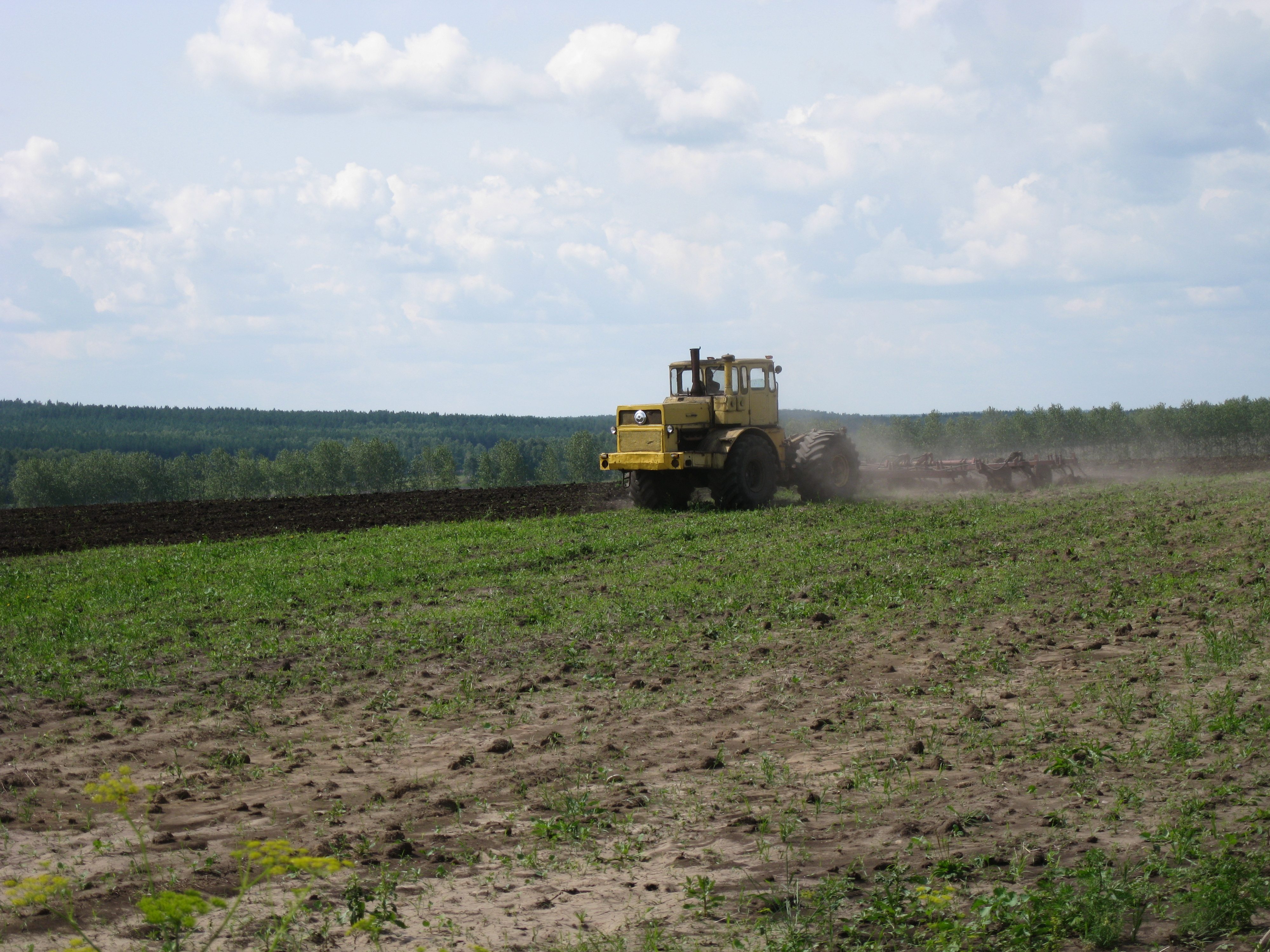
Пашня возле с. Сухобузимское

Район традиционно развивается как сельскохозяйственный. Под сельскохозяйственные угодья пригодны 143 337 га, из них 96 598 га пашни, 41 261 га кормовых угодий (пастбища и сенокосы).
Крупные предприятия района:
- Птицефабрика «Енисейский бройлер» группы предприятий «ЕнисейАгроСоюз» (с. Миндерла) — осуществляет выращивание и перерабатку мяса индейки. Является единственным поставщиком индюшиного яйца в России.
- ОАО «Племзавод «Таежный» (с. Атаманово) — является одним из ведущих поставщиков молочных и мясных продуктов под торговой маркой «Исток».
- СПК «Шилинский» (с. Шила) — производство молока, сметаны, масла под торговой маркой «Зорька», а также хлеба и хлебобулочных изделий.

## Транспорт

### Автомобильный

АЗС сети заправочных станций «Бузим»

Связь с краевым центром осуществляется автодорогой краевого значения 04К-044 Енисейский тракт (Красноярск - Лесосибирск - Енисейск) (II категория).
На территории района существует также сеть автомобильных дорог муниципального значения 3 и 4 категории:
- Миндерла - Сухобузимское - Атаманово - Кононово - Кекур;
- Сухобузимское - Толстомысово;
- Сухобузимское - Татарская - Иркутское - Карымская;
- Сухобузимское - Нахвальское - Берег Таскино;
- Миндерла - Борск;
- Борск - Шилинка;
- Шила - Шошкино.

### Водный
Судоходство по реке Енисей. Период навигации: май-октябрь
- пристань (с. Атаманово) — 87 км от Красноярска
- РЭБ (Кононовская протока, п. Кононово) — 102 км
- РЭБ (о. Зеленуха, с. Павловщина) — 139 км

### Железнодорожный
Железнодорожного сообщения в районе нет
Ближайшая железнодорожная станция — Красноярск-Пассажирский

### Воздушный
Ближайший аэропорт — аэропорт Емельяново

## Образование
Первые школы были основаны в селах Сухобузимское и Нахвалка в 1840 году местными священниками в своих домах. Обучение было бесплатным. Учили чтению, письму, счету, Закону Божьему. Школы эти работали неритмично, то закрываясь, то открываясь. Устойчивый интерес к образованию у местных крестьян возник в 70-е годы XIX века, когда по „приговорам“ местных сообществ на собственные деньги стали строить школы.
В настоящее время в районе функционирует 21 школа, в которых работает 381 учитель и обучаются 2206 ученика.
В районном центре работает ДЮСШ.
В с. Миндерла профтехучилище № 73 готовит кадры для сельского хозяйства.

## Здравоохранение
Здравоохранение Сухобузимского района представлено следующими медицинскими учреждениями:
- Районная поликлиника (на 300 посещений);
- Центральная районная больница (102 койки);
- Участковые больницы: Атамановская (30 коек) и Шилинская (20 коек);
- 3 амбулатории , 23 фельдшерских пункта.

Всего в районе работает 41 врач и 149 медицинских работников.

## Культура
Сеть учреждений культуры в районе состоит из 29 учреждений клубного типа:
- 2 автоклуба;
- 13 сельских Домов культуры и 13 сельских клубов (на 4 760 мест);
- Районный Дом культуры (на 360 мест).
- Централизованная библиотечная система:

— 22 библиотеки, из них 2 районные (взрослая и детская);
— 20 сельских филиалов;
— Центральная библиотека (с книжным фондом 55 782 экз).
- Детская школа искусств (на 116 учащихся).
- Краеведческий музей (на 774 экспоната)

Краеведческий музей расположен в здании районного Дома культуры.
В музей представлены следующие экспозиции:
— Социально-экономическое развитие района;
— Административно-территориальное деление района;
— Быт жителей района;
— Увековеченная память воинов-сухобузимцев, участников Великой Отечественной войны: Герои Советского Союза — Портнягин С. Н., Корольский А. М., полный кавалер 3-х орденов Славы — Литвиненко Н. Е., ныне проживающий в с. Миндерла;
— Материал о военнослужащих погибших в мирное время. Это участники афганской и чеченской воин;
— Жизнь русского художника В. И. Сурикова в детские годы проживавшего с семьей в с. Сухобузимском.
- На территории района зарегистрировано 6 памятников археологии, 25 исторических памятников, 6 памятников архитектуры в том числе:

— Покровская церковь в селе Шила (памятником архитектуры первой половины XIX века);
— Покровская церковь в деревне Большой Балчуг (XVIII век);
— Троицкая церковь в селе Сухобузимское (1902 г.).
- В районе активно работают 4 коллектива, имеющих звание — Народный».

В том числе:
— Народный театр;
— Фольклорный коллектив «Сельские напевы» (в РДК);
— Ансамбль русской песни «Сударушка» (при Высотинском СДК).
Они являются постоянными участниками всех массовых мероприятий, проводимых в районе и за его пределами.

## Отдых

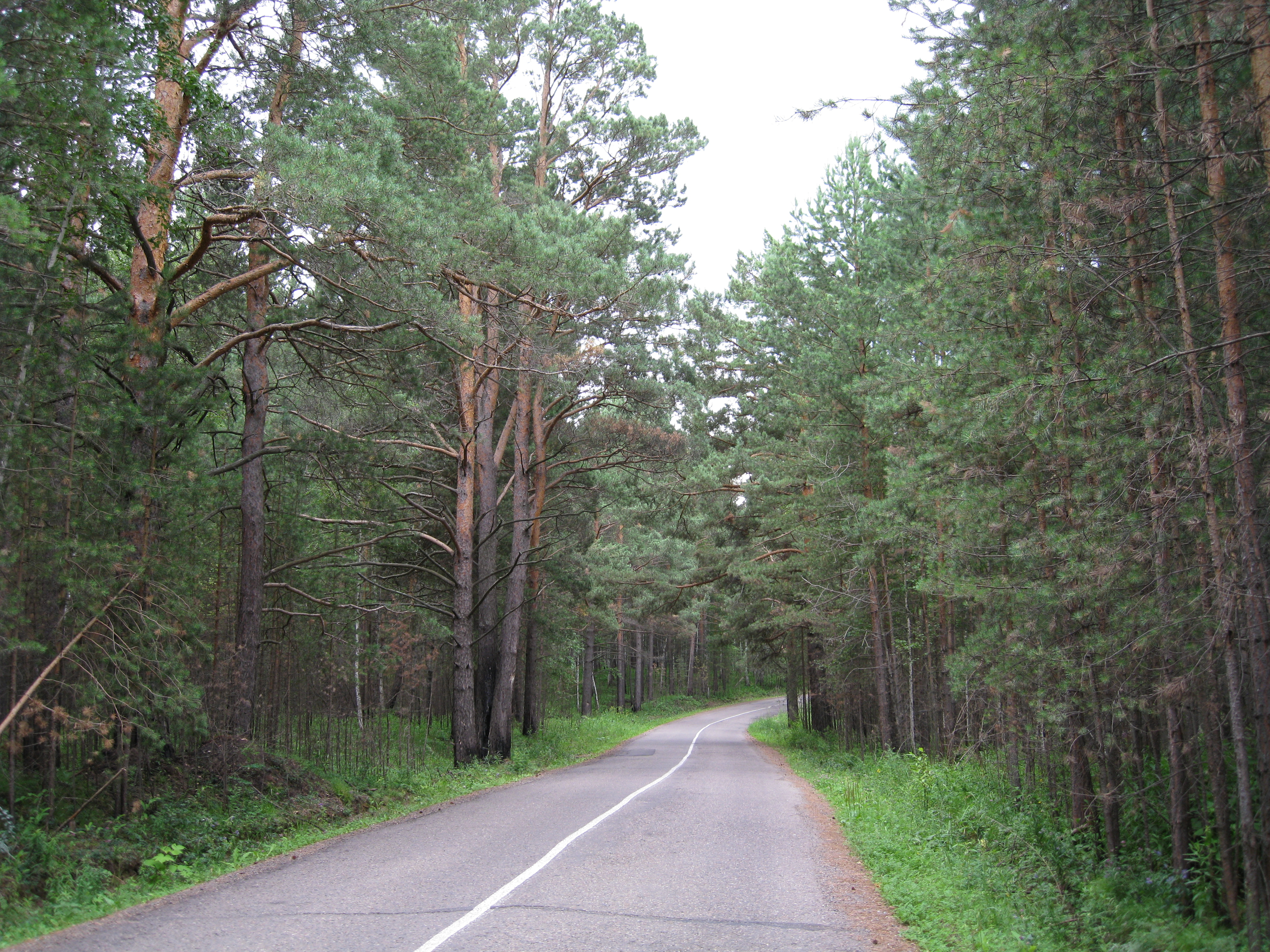
Дорога к Базе отдыха «Бузим»

Рекреационная система района представлена двумя наиболее известными учреждениями:
- База отдыха «Бузим»

База отдыха «Бузим» расположена в живописном сосновом бору на территории Сухобузимского района. Комплекс базы рассчитан на 230 отдыхающих.
Главная достопримечательность базы — озеро, образовавшееся благодаря запруде на реке Бузим. В озере обитают: щука, карась, окунь, сорожка и др. рыбы.
Есть пляж, прокат лодок и катамаранов, спортивные сооружения, сауна, а также свой живой уголок с лесными обитателями: волком, медведем, маралом, косулей, песцом, лисицей.
Детский спортивно-оздоровительный комплекс «Таежный»
ДСОК «Таежный» известен практически всем жителям Красноярского края. В состав комплекса входят 6 лагерей, способных принять до 1680 детей за смену. Каждый лагерь имеет свой профиль. В один из них едут одаренные дети. Здесь в течение летнего сезона для них проводят семинары и конференции, круглые столы и занятия преподаватели-студенты Сибирского Федерального Университета. Другой лагерь — для талантливых детей, занимающиеся музыкой, танцами, изобразительным искусством. Есть лагеря по линии народного образования и социальной защиты, куда приезжают отдохнуть дети, находящиеся под особой опекой государства. Есть лагерь для детей Таймыра. ДСОК «Таежный» называют «Сибирским Артеком» — берег Енисея, сосновый бор, аромат сибирских трав и прозрачная чистота воздуха соснового бора вкупе с отменным питанием и прекрасно отлаженным отдыхом навсегда запоминается каждому побывавшему здесь ребенку.

## СМИ
Из местных средств массовой информации на территории Сухобузимского района в настоящее время функционирует только один орган — газета «Сельская жизнь».
Весной 1930 года выездная редакция газеты «Красноярский рабочий» организовала в молодом Сухобузимском районе газету. Называлась она тогда вполне в духе времени — «За большевистскую весну». Издание «органа пропаганды и агитации» доверили товарищу Бурмакину, члену партии с 1905 года. Он, собственно, и представлял собой весь коллектив газеты. Выходила газета тиражом не более 500 экземпляров, размером — в развёрнутый тетрадный лист. Название «Сельская жизнь» — газета получила только в 1966 году, после очередного выделения Сухобузимского района из состава Большемуртинского.
Сейчас тираж газеты составляет около 3000 экземпляров. Среднесписочная численность персонала — 10 человек. Четверо творческих сотрудников, включая главного редактора. Газета старается держать руку на пульсе района, дать как можно больше насыщенной информацией: общественно-политической, социальной, производственной.

## Известные люди
- В деревне Ново-Георгиевка родился Василий Глушков — советский и российский поэт, переводчик стихов финно-угорских поэтов и автор-песенник, член Союза журналистов СССР и Союза писателей России, Заслуженный работник культуры Удмуртской Республики.